# Депати, Александр
Алекса́ндр Депати́ (фр. Alexandre Despatie; 8 июня 1985, Монреаль, Канада) — канадский прыгун в воду, двукратный вице-чемпион Олимпийских игр 2004 и 2008 года, трёхкратный чемпион мира.

## Спортивная биография
Заниматься прыжками в воду Депати начал уже в 5 лет. Первый крупный успех к Александру пришёл в 13 лет. Он стал чемпионом Игр Содружества на 10-метровой вышке, за что был внесён в книгу рекордов Гиннесса, как самый молодой чемпион..
В 2000 году в возрасте 15 лет Депати принял участие в своих первых Олимпийских играх. Являясь самым молодым участником соревнований в прыжках с десятиметровой вышки, Александр сумел занять 4 место, проиграв только двум китайским спортсменам и Дмитрию Саутину.
На следующих играх в Афинах Депати завоевал свою первую Олимпийскую медаль. В соревнованиях на трёхметровом трамплине была завоёвана серебряная медаль. А на соревнованиях по прыжкам с десятиметровой вышки Депати вновь остался четвёртым. Также в синхронных прыжках с вышки Александр занял 5 место.
На играх в Пекине Депати вновь повторил свой успех на трамплине, а в синхронных прыжках с трамплина в паре с Артуро Мирандой занял 5 место.
В 2010 году Александр Депати являлся одним из претендентов на звание лучшего прыгуна десятилетия. По результатам голосования среди представителей 202 национальных федераций, ведущих спортсменов и журналистов награду получил Дмитрий Саутин, а Депати занял третье место, набрав 11,1% голосов.
В 2012 году Депати принял участие в летних Олимпийских играх в Лондоне. В синхронных прыжках канадский спортсмен в паре с Рубеном Россом занял 6-е место, уступив почти 25 баллов бронзовым призёрам американцам Дюмею и Ипсену. В индивидуальных прыжках Депати пробился в финал, но занял там лишь 11-е место.

## Личная жизнь
Депати живёт и тренируется в родном городе Лаваль.
В 2007 году снялся в фильме Решающий шаг.
Работал на телевидении, комментируя Олимпийские игры в Ванкувере.